# Johan Wallerstein
Johan Wallerstein, född 12 oktober 1978, är en före detta svensk landslagslöpare med specialisering på distanserna 3 000 meter och 5 000 meter. Han tävlade för klubbarna Vittsjö GIK, Malmö AI och IFK Lund.
Wallerstein deltog i EM i friidrott 2009 inomhus (slogs ut i försöken på 3 000 meter) och 2010 utomhus (där han slogs ut i försöken på 5 000 meter). Wallerstein deltog i Finnkampen 2006, 2008, 2009 och 2010, och på lag-EM 2007 och 2010. Han vann SM på 3 000 meter (inomhus) 2010 och 2011. Han deltog i landslaget vid 18 tillfällen. Han avslutade sin aktiva idrottskarriär 2011.

## Biografi
Wallerstein är uppvuxen i Vankiva strax norr om Hässleholm och studerade vid Lunds universitet. Hans morfar var Henrik Hägglund.

## Personliga rekord
| Utomhus - 800 meter – 1:53,45 (Sävedalen 2004)[källa behövs] - 800 meter – 1:53,49 (Sävedalen 19 augusti 2004) - 1 500 meter – 3:45,37 (Sollentuna 8 juli 2008) - 1 engelsk mil – 4:13,52 (Miedzyzdroje, Polen 17 augusti 2008) - 3 000 meter – 7:59,04 (Rhede, Tyskland 8 juli 2011) - 5 000 meter – 13:43,34 (Barcelona, Spanien 29 juli 2010) - 5 000 meter – 13:45,67 (Sollentuna 1 juli 2010) - 10 km landsväg – 31:18 (Stockholm 15 augusti 2009) | Inomhus - 1 500 meter – 3:52,02 (Göteborg 27 februari 2011) - 1 500 meter – 3:59,36 (Glasgow, Storbritannien 29 januari 2005) - 3 000 meter – 7:54,43 (Stockholm 18 februari 2009) - 5 000 meter – 14:22,19 (Düsseldorf, Tyskland 11 februari 2011) |